# Dendrophyllia paragracilis
Dendrophyllia paragracilis är en korallart som beskrevs av Ogawa och Takahashi 2000. Dendrophyllia paragracilis ingår i släktet Dendrophyllia och familjen Dendrophylliidae. Inga underarter finns listade i Catalogue of Life.